# Монакан

Офіційний герб племені монакан

Монакан (англ. Monacan) — північноамериканське індіанське плем'я з Вірджинії. Мова монакан належить до сіуанської мовної сім'ї. Спорідненими племенами є манахок, тутело, саппоні та окканічі.

## Мова
Мову монакан відносять до сіуанських, але це лише припущення, тому що вона не була належним чином зафіксована та суттєво відрізняється від сусідніх мов.

## Історія
На початку ХІХ століття проживали у верхів'ях річки Джеймс. Разом зі своїми сіуанськими союзниками (манахок, тутело, саппоні та окканічі), можливо, утворювали конфедерацію і ворогували із конфедерацією повхатанів.
Відомі монакани також будівництвом могильних курганів та обробкою міді.
У процесі колонізації монакани, як і інші сіуанські народи Вірджинії, розділилися на дві групи. Частина цих народів пішла на захід, де влилася в ірокезьке плем'я каюга і опинилася врешті-решт у Канаді. Інші залишилися у Вірджинії й асимілювалися з монаканами.

## Сучасність
Сучасні монакани в більшості проживають в окрузі Амгерст (Вірджинія). Станом на 2009 рік налічується близько 2000 членів племені. Є також кілька невеликих угрупувань у Західній Вірджинії, Меріленді, Теннессі і Огайо.